# Viktor Weber von Webenau

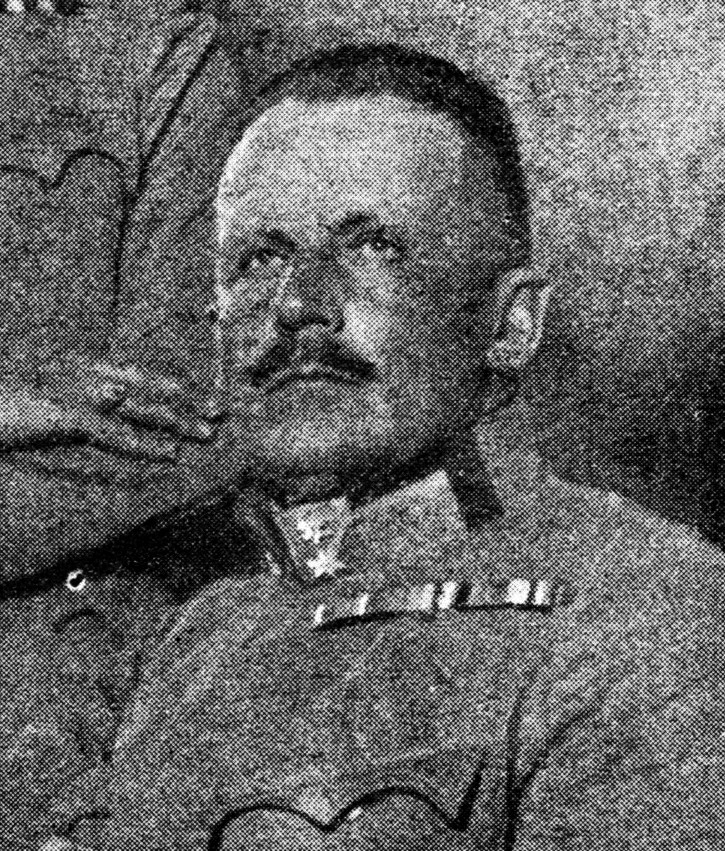
Generaal Viktor Weber Edler von Webenau (1916)

Viktor Maria Willibald Weber Edler von Webenau (Schloss Neuhaus bij Lavamünd, 13 november 1861 - Innsbruck, 6 mei 1932), was een Oostenrijks-Hongaars militair (generaal der Infanterie).

## Biografie

### Opleiding en vroege carrière
Viktor Weber Edler von Webenau werd op 13 november 1861 geboren op Schloss Neuhaus bij Lavamünd in Karinthië. Hij groeide op in Graz waar hij middelbaar onderwijs ontving. Hierna bezocht hij de infanteriecadettenschool in het nabijgelegen Liebenau. Op 12 november 1878 werd hij ingedeeld bij het 12de Feldjägerbataillon. Op 18 augustus 1879 werd bij bevorderd tot Kadet-Oberjäger. Op 1 november 1880 volgde zijn bevordering tot luitenant en hij bleef tot oktober 1893 bij hetzelfde bataljon. Intussen werd hij op 1 mei 1886 tot eerste luitenant en op 1 november 1892 tot kapitein (Hauptmann) bevorderd.
Op 1 oktober 1893 werden verscheidene Feldjäger-bataljons, w.o. het 12de Feldjägerbataillon samengevoegd tot het 16de Feldbataillon van het Tiroler Kaiserjägerregiment. Viktor Weber von Webenau maakte aanvankelijk deel uit van het 16de Feldbataillon, maar op 10 januari 1897 volgde zijn overplaatsing naar 20ste Feldbataillon dat gestationeerd was in Tarvis.

### Verdere militaire carrière
Viktor Weber von Webenau werd op 2 mei 1898 aan de generale staf van het Oostenrijks-Hongaarse leger toegevoegd. Op 1 november 1898 volgde zijn bevordering tot majoor en zijn benoeming tot stafchef van de 27ste Infanteriedivisie in Kaschau. Na drie jaar, op 1 november 1901, volgde zijn benoeming tot tweede generale stafofficier in het hoofdkwartier van het 2de Legerkorps in Wenen. Tegelijkertijd was hij ook bataljonscommandant van het 68ste Infanterieregiment in Sarajevo. Op 1 mei 1905 werd hij bevorderd tot kolonel en werd hij gedecoreerd met het militaire verdienstenkruis. Op 18 april 1907 werd hij regimentscommandant in het 69ste Infanterieregiment van generaal Johann Mörk von Mörkenstein. Dit regiment was gestationeerd in Pécs, in het Hongaarse deel van het rijk en bestond vooral uit Hongaarse militairen die reeds eerder onder zijn commando stonden. Na een succesvolle periode in het 69ste Infanterieregiment werd hij commandant van de 4de Bergbrigade in Dubrovnik, dat deel uitmaakte van de 47ste Infanteriedivisie van het 16de Legerkorps.
Viktor Weber von Webenau werd op 1 mei 1911 bevorderd tot brigadegeneraal. Kort tevoren was hij door keizer Frans Jozef onderscheiden met het officierskruis van de Frans Jozef-Orde en met de Orde van de IJzeren Kroon IIIe klasse. Deze laatste onderscheiding bracht een verheffing in de erfelijke adelstand met zich mee, maar daar Weber reeds deel uitmaakte van de erfelijke adel, bracht dit geen titel met zich mee.
Kort voor het uitbreken van de Eerste Wereldoorlog werd Weber von Webenau benoemd tot lid van het Opperste Militaire Gerechtshof (Oberste Militärgerichtshof) in Wenen (27 april 1914). Op 20 juni 1914 werd hij vicepresident van dit gerechtshof.

### Eerste Wereldoorlog
Enkele dagen na het uitbreken van de Eerste Wereldoorlog, op 1 augustus 1914, werd Weber von Webenau benoemd tot generaal-majoor (Feldmarschalleutnant) en volgde hij Feldmarschalleutnant Friedrich Novak op als commandant van de 27ste Infanteriedivisie die in Cattaro was gestationeerd. De Baai van Cattaro was strategisch van belang; het was een van de belangrijkste bases van de Oostenrijks-Hongaarse marine en lag vlak aan de grens met Montenegro waarmee Oostenrijk-Hongarije in oorlog was. Aanvankelijk moest hij uitsluitend de baai beschermen tegen eventuele Montenegrijnse aanvallen, maar nadat de koning van Servië, Peter I, - op de vlucht voor de Oostenrijks-Hongaarse en Duitse troepen - met zijn leger zijn toevlucht in Montenegro had gezocht, was een Oostenrijkse aanval op Montenegro ophanden.
Aanval op Montenegro

In samenwerking met andere generaals (Stephan Freiherr Sarkotić von Lovćen en Ignaz Freiherr Trollmann von Lovcenberg) viel Weber von Webenau in de vroege morgen van 8 januari 1916 het Koninkrijk Montenegro binnen. Het was vooral een militaire operatie van de artillerie, maar de artillerie werd ondersteund door Oostenrijks-Hongaarse oorlogsschepen. De Montenegrijnen wisten in eerste instantie met machinegeweervuur de Oostenrijks-Hongaarse aanval af te slaan, maar kort daarna wisten de Oostenrijks-Hongaarse militairen de linies te doorbreken en leidde Weber persoonlijk de bestorming van de Lovćenberg en binnen 48 uur was de berg in Oostenrijkse handen. Op 13 januari arriveerden er twee Montenegrijnse ministers bij het hoofdkwartier van generaal Weber en verklaarden namens de koning gemachtigd te zijn om te onderhandelen over een wapenstilstand. Weber von Webenau eiste echter een capitualtie en die vond plaats op 25 januari 1916.
Weber von Webenau was van 26 februari 1916 tot 10 juli 1917 militair-gouverneur van Montenegro. In die hoedanigheid werd hij opgevolgd door de voormalige minister-president van Oostenrijk, Heinrich Graf von Clam-Martinic.

### Italiaansefront
Na zijn gouverneurschap van Montenegro werd Weber op 10 juli 1917 commandant van het 10de Legerkorps en volgde kolonel-generaal Karl Křitek op. Het 10de Legerkorps streed aan het Italiaanse front. Op 1 november 1917 werd Weber bevorderd tot generaal der Infanterie en in mei 1918 werd hij commandant van het 18de Legerkorps. In juli 1918 werd hij commandant van het 6de Legerkorps.
Ondanks de aanvankelijke successen die het Oostenrijks-Hongaarse leger sinds 1915 tegen het Italiaanse leger had geboekt - de Oostenrijkse legers waren diep in Noord-Italië doorgedrongen - bleek de strijd niet te winnen. Tijdens de Slag bij Vittorio Veneto braken de Italiaanse legers op 24 oktober 1918 door de Oostenrijks-Hongaarse linies heen. De Oostenrijkers bleken niet in staat nog langer door te vechten.

### Wapenstilstand
Op 27 oktober 1918 benoemde keizer Karel I van Oostenrijk-Hongarije generaal Viktor Weber von Webenau tot voorzitter van de wapenstilstandscommissie met als doel zo snel mogelijk te wapenstilstand te bewerkstelligen met de Entente mogendheden zodat de strijd aan het Italiaanse front gestaakt kon worden. Op 28 oktober beval het opperbevel van het Oostenrijks-Hongaarse leger een onmiddellijk terugtrekken van alle militairen in Italië. Op 31 oktober 1918 beëindigde Hongarije de personele unie met Oostenrijk en trok Hongarije zich formeel uit de strijd terug. De Zuid-Slavische volkeren en de Tsjecho-Slowaken hadden hun eigen staten uitgeroepen en hun militairen trokken zich eveneens uit de strijd terug. Van het eens zo machtige Oostenrijks-Hongaarse leger was niets meer over. Op 29 oktober gaf generaal Weber von Webenau de Italianen te kennen dat Oostenrijk-Hongarije zo snel mogelijk vrede wilde. Op 1 november vonden er gesprekken in Padua plaats tussen Oostenrijker onder generaal Weber enerzijds en de Italianen onder generaal Pietro Badoglio. De Italianen - die namens de Entente spraken - eisten een capitulatie. Daar Weber von Webenau geen instructies van zijn regering had ontvangen om over een capitulatie te onderhandelen, moesten de gesprekken worden opgeschort. Weber nam contact op met Wenen maar de keizer en zijn generaals wilden aanvankelijk alleen een wapenstilstand. Oostenrijk zou dan alle door haar bezette gebieden ontruimen, maar keerde zich tegen de gedachte dat de Italianen verder zouden oprukken in gebieden die tot 1914 tot het Oostenrijks-Hongaarse Rijk behoorden. Toen de Italianen ongeduldig waren en Weber op 3 november te kennen gaven de onderhandelingen af te willen breken, bereikte Weber een telegram van de keizer om de Italiaanse eisen in te willigen.
Op 3 november 1918 sloten de Oostenrijkers en de Entente in de Villa Giusti in Padua een wapenstilstand die alle kenmerken had van een capitulatie omdat de Italianen gemachtigd waren om verder op te rukken in Oostenrijks gebied zonder dat het Oostenrijkse leger mocht terugslaan. Op 4 november 1918 om 15:00 uur ging de wapenstilstand in.

### Na de oorlog
In januari 1919 werd Weber von Webenau met pensioen gestuurd. Hoewel hij de Hongaarse nationaliteit bezat, woonde hij voor het grootste deel van zijn resterende jaren in Meran, Wiesbaden en Zwitserland. Hij overleed op 70-jarige leeftijd, op 6 mei 1932 in Innsbruck.

## Familie
Viktor Weber Edler von Webenau was tweemaal getrouwd geweest:
- 1886-1900: Therese Baumgartner
- 1901-1932: Anna Hebenstreit

Uit zijn eerste huwelijk werden twee kinderen (zonen) geboren:
1. Norbert Weber von Webenau, Tarvis 7 juli 1886 - † Gallicië 26 augustus 1914 (omgekomen in de strijd)
2. Guido Weber-Webenau (Dr. phil.), Tarvis 13 september 1887 - † onbekend, luitenant der Kaiäserjäger, apotheker in Innsbruck

## Rangen
- 01.11.1880: Leutnant
- 01.05.1886: Oberleutnant
- 01.10.1893: Hauptmann 2. Klasse
- 01.11.1895: Hauptmann 1. Klasse
- 01.11.1898: Major
- 01.05.1902: Oberstleutnant
- 01.05.1905: Oberst
- 02.05.1911: Generalmajor
- 08.08.1914: Feldmarschalleutnant
- 17.11.1917: General der Infanterie

## Orde van Maria Theresia
Vanwege zijn uitzonderlijke dapperheid bij de verovering van de Lovćenberg in Montenegro in 1916 besloot het ordekapittel van de Orde van Maria Theresia op 22 juni 1922 om Weber von Webenau het ridderkruis te verlenen. Voor het einde van de Habsburgse Rijk (1918) betekende dit dat Weber gerechtigd was de titel van baron (Freiherr) te voeren.

## Verwijzingen
1. ↑  https://web.archive.org/web/20050217132454/http://www.geocities.com/veldes1/weber.html
2. ↑  De Villa Giusti behoorde toe aan de Italiaanse senator graaf Giusti del Giardino